# Luzi Bergamin
Luzi Bergamin (* 21. Juni 1901 in Obervaz; † 14. Juni 1988 in Liebefeld) war ein Schweizer Ländlermusikant und Komponist aus dem Kanton Graubünden. 

## Leben
Bergamin startete seine musikalische Laufbahn in der von seinem Vater geleiteten Dorfmusik von Obervaz und liess sich später zum Militärspielführer ausbilden. Am Konservatorium von Basel nahm er Klarinettenunterricht. Hauptberuflich stieg er zum Chefbeamten in der Oberzolldirektion in Bern auf und betätigte sich als 2. Klarinettist in der Studenten-Ländlerkapelle Bern. Aus dieser Formation ging in den Jahren 1940 und 1941 das Berner Ländlerquartett hervor, das nach dem Zweiten Weltkrieg zum Berner Ländlerquintett erweitert wurde. In seinem Schaffen entstanden Chorlieder sowie Blasmusik- und Ländlerkompositionen. Obwohl er sich grösstenteils im Kanton Bern aufhielt, ist er heute vor allem in seinem Heimatkanton einer der meistgespielten Komponisten.